# Areosquilla hanseni
Areosquilla hanseni is een bidsprinkhaankreeftensoort uit de familie van de Squillidae. De wetenschappelijke naam van de soort is voor het eerst geldig gepubliceerd in 1976 door Manning.